# Animal Farm (filme)
Animal Farm (bra: A Revolução dos Bichos) é um filme de drama animado adulto americano britânico de 1954 e um filme de propaganda encomendado pela American Central Intelligence Agency (CIA).

## Enredo
Manor Farm passou por tempos difíceis, e o fazendeiro Jones desconta em seus animais. Porco-porco premiado, o Velho Major convoca uma reunião, com a presença de seus companheiros porcos, o cavalo Boxer, o burro Benjamin e os outros animais.
O Velho Major diz a eles que embora ele vá morrer de velhice, os outros provavelmente não morrerão. A fazenda é rica o suficiente para sustentar a todos se derrubarem Jones e assumirem o controle - mas sem adotar seus vícios, já que todos os animais são iguais. Os animais cantam, cacarejam, latem, guincham e relincham uma canção de solidariedade, e o Velho Major morre.
Na manhã seguinte, os animais invadem o armazém de grãos depois que Jones se esquece de alimentá-los. Sentindo uma nova determinação sobre eles, Jones corre para o bar para obter reforços. A luta é feroz, mas os humanos são forçados a fugir.
Napoleon leva os animais para a casa de Jones. Eles concordam que não é lugar para eles - mas Napoleão se esgueira de volta para dentro depois. Ele adota uma ninhada de filhotes após a morte de sua mãe.
Os animais traçam um código de conduta: nenhum animal deve dormir em uma cama, nenhum animal deve matar outro animal, culminando assim com o princípio de que todos os animais são iguais. A fazenda é renomeada como Animal Farm, e os animais assumem os antigos empregos dos humanos. Boxer atrai admiração por sua dedicação incansável, e a fazenda se torna muito mais produtiva do que antes.
Uma reunião é realizada para discutir o futuro da fazenda, os porcos apresentando uma resolução para espalhar a mensagem revolucionária para outras fazendas. O porco direito de Napoleão, Bola de Neve, analisa a estrutura social e de poder da fazenda.
O inverno chega, junto com o frio e a escassez. Snowball elabora um plano envolvendo os animais trabalhando mais e comendo menos, mas o resultado será eletricidade, calor, luz e luxo geral. Napoleon descarta isso como uma fantasia e manda seus cachorros (os ex-cachorros) levarem Snowball ao exílio.
Napoleon adota o porco gordo Squealer como seu porta-voz e ele denuncia Snowball como um traidor. Abolindo as reuniões coletivas, ele diz que vai cuidar dos interesses dos animais. Um moinho de vento é construído, trabalhando os animais até a exaustão. No entanto, eles recebem menos comida do que os porcos, que afirmam que precisam para seu cérebro.
Boxer e Benjamin descobrem que os porcos se mudaram para a antiga casa do fazendeiro e que estão dormindo em sua cama. Isso contradiz um dos decretos da fazenda, mas os animais decidem que interpretaram mal quando as palavras "com folhas" são adicionadas.
Um comerciante chamado Whymper começa a fazer negócios com Napoleão. Squealer anuncia que as galinhas produzirão ovos para consumo, mas elas se rebelam, fazendo com que Napoleão convoque seus cães. Em um julgamento-espetáculo, os animais são enviados ao exílio e as palavras "sem causa" são adicionadas ao edital sobre eles não matarem uns aos outros. Napoleão anuncia que a revolução está completa e que a canção revolucionária está proibida.
O sucesso de Whymper é notado pelos fazendeiros invejosos, que marcham na fazenda e explodem o moinho de vento. É reconstruído meticulosamente. Os anos passam e uma nova geração de porcos cresce. O moinho de vento ainda não foi concluído e, finalmente, Boxer desmaia de exaustão.
Napoleon é informado de que Boxer nunca mais trabalhará. Benjamin prevê uma aposentadoria bem merecida, mas uma van estranha chega. Ao descobrir que Boxer se foi, os animais correm atrás da van, mas não conseguem alcançá-la. Eles veem Boxer relinchando de medo, enquanto a van está indo para a fábrica de cola de Whymper.
Eles voltam para a fazenda para ouvir Squealer afirmar que Boxer morreu naturalmente, e que suas últimas palavras foram em elogio a Napoleon. Ninguém acredita nele. Os porcos bebem à memória de Boxer com o uísque que receberam de Whymper em pagamento.
Mais anos se passam. A revolução foi esquecida. A fazenda prospera, mas apenas os porcos estão em melhor situação do que antes. Delegados suínos de toda parte chegam à Fazenda dos Animais para celebrar a chegada de uma nova era. Os outros animais ficam do lado de fora lendo um novo cartaz: "TODOS OS ANIMAIS SÃO IGUAIS, MAS ALGUNS SÃO MAIS IGUAIS DO QUE OUTROS."
Os outros animais agora não podem dizer a diferença entre Napoleão e o fazendeiro Jones. Pondo de lado sua crença em um futuro utópico para aliviar seu sofrimento presente, eles marcham sobre a casa da fazenda ...